# São João do Soter
São João do Soter is een gemeente in de Braziliaanse deelstaat Maranhão. De gemeente telt 17.326 inwoners (schatting 2009).